# HMS Uther (P62)
Le HMS Uther (Pennant number: P62) est un sous-marin de la classe Umpire ou Classe U  de la Royal Navy. Il a été construit en 1943 au chantier Vickers-Armstrongs à Newcastle upon Tyne (Angleterre).

## Conception et description
Le Uther fait partie du troisième groupe de sous-marins de classe U qui a été légèrement élargi et amélioré par rapport au deuxième groupe précédent de la classe U. Les sous-marins avaient une longueur totale de 60 mètres et déplaçaient 549 t en surface et 742 t en immersion. Les sous-marins de la classe U avaient un équipage de 31 officiers et matelots.
Le Uther était propulsé en surface par deux moteurs diesel fournissant un total de 615 chevaux-vapeur (459 kW) et, lorsqu'il était immergé, par deux moteurs électriques d'une puissance totale de 825 chevaux-vapeur (615 kW) par l'intermédiaire de deux arbres d'hélice. La vitesse maximale était de 14,25 nœuds (26,39 km/h) en surface et de 9 nœuds (17 km/h) sous l'eau.
Le Uther était armé de quatre tubes lance-torpilles de 21 pouces (533 mm) à l'avant et transportait également quatre recharges pour un grand total de huit torpilles. Le sous-marin était également équipé d'un canon de pont de 3 pouces (76 mm).

## Carrière
Le sous-marin Uther a été posé au chantier Vickers Armstrong, à Newcastle upon Tyne le 31 janvier 1942, lancé le 6 avril 1943 et mis en service le 15 août 1943. 
Le Uther a eu une carrière de guerre relativement tranquille, en servant dans un certain nombre de patrouilles sans incident. 
Il a continué à servir pendant cinq ans supplémentaires après la guerre et a finalement été vendu à la casse en février 1950, puis démantelé à Hayle en avril 1950.

## Commandant
- Lieutenant (Lt.) Peter Scott Beale  (RN) du 22 avril 1943 au 28 décembre 1943
- Lieutenant (Lt.) Anthony Arthur Catlow  (RN) du 28 décembre 1943 au 25 mai 1944
- T/Lieutenant (T/Lt.) Frank Albert Wicker  (RNVR) du 25 mai 1944 au 25 mai 1944
- Lieutenant (Lt.) Anthony Arthur Catlow  (RN) du 25 mai 1944 au 9 juin 1944
- Lieutenant (Lt.) Ronald Alexander Alane Campbell Ward  (RN) du 9 juin 1944 au 1er mars 1945
- Lieutenant (Lt.) Neville Harold Mangnall  (RNVR) du 1er mars 1945 au 3 mars 1945
- Lieutenant (Lt.) John Paton Fyfe  (RN) du 3 mars 1945 au 17 mars 1945
- Lieutenant (Lt.) Ronald Alexander Alane Campbell Ward  (RN) du 17 mars 1945 à avril 1945
- Lieutenant (Lt.) Neville Harold Mangnall  (RNVR) de avril 1945 au 12 juillet 1945
- Lieutenant (Lt.) Robin William Garson  (RN) du 12 juillet 1945 au 15 novembre 1945

RN: Royal Navy - RNVR: Royal Naval Volunteer Reserve